# وانغ تشيان
وانغ تشيان (14 مارس 1989 - ) (بالصينية: 王倩) هي لاعبة كرة طائرة الصين في مركز ليبرو ‏.

## وصلات خارجية
- وانغ تشيان على موقع الاتحاد الدولي (الإنجليزية)
- وانغ تشيان على موقع أوليمبيديا (الإنجليزية)